# Osman Jama Ali
Osman Jama Ali (* 1941) war vom 28. Oktober bis zum 12. November 2001 für kurze Zeit Premierminister der Übergangsregierung Somalias.
1968–1973 war Osman Jama Ali Chefingenieur gewesen, 1973–1984 Minister für Fischerei und Seetransport und von 1989 bis zum Sturz der somalischen Regierung unter Siad Barre 1991 Minister für öffentliche Arbeiten und Behausung.